# 새터데이 처치
《새터데이 처치》(Saturday Church)는 미국에서 제작된 데이먼 카다시스 감독의 2017년 드라마, 판타지, 뮤지컬 영화이다. 루카 케인 등이 주연으로 출연하였고 데이먼 카다시스 등이 제작에 참여하였다. 이 영화는 사무엘 골드윈 필름스에 의해 2018년 1월 12일 개봉되었다.

## 출연

### 주연
- 루카 케인
- Mj 로드리게즈
- 마르고 빙엄
- 레지나 테일러

### 조연
- 인디아 무어
- 알렉시아 가르시아
- 마퀴스 로드리게즈
- 피터 Y. 킴

## 기타
- Line PD: 캐롤라인 아라곤
- 공동제작: 커크 마이클 펠로우즈
- 협력프로듀서: 매튜 보즈 캠벨
- 미술: 지메나 아줄라
- 시각효과: 앤드류 림
- 배역: 헨리 러셀 버그스타인

## 개봉
이 영화는 2017년 4월 23일 트라이베카 영화제에서 초연되었다. 2017년 9월 5일 사무엘 골드윈 필름스는 이 영화의 배급 권리를 취득하였다. 이 영화는 사무엘 골드윈 필름스를 통해 2018년 1월 12일 개봉하였다.